# Petschkové
Rodina Petschků byla vlivná česko-německá židovská dynastie obchodníků, podnikatelů, průmyslníků a bankéřů aktivní na konci 19. a začátku 20. století. Petschkové v meziválečném období společně ovládali 50 procent evropské produkce uhlí. Na východ od Labe se jejich podíl pohyboval mezi šestašedesáti až sedmdesáti procenty.   
Byli nejbohatší podnikatelskou rodinou v českých zemích a jednou z nejbohatších v Evropě a jejich jméno se proto objevuje jako synonymum pro prosperitu židovské podnikatelské elity v Čechách od počátku rakousko-uherské monarchie až po meziválečné období v době první Československé republiky. Všichni členové rodiny Petschků opustili střední Evropu v době nacistické hrozby v letech 1934 až 1938. Jejich potomci dnes žijí v USA, Kanadě a Argentině.

## Původ rodu
Petschkové své jméno odvozují od německého názvu obce Pečky (německy Petschek) na Kolínsku ve středních Čechách, kde žili nejpozději od počátku 18. století. Původně ortodoxní rodina Petschků se na počátku 20. století přiklonila k liberálnímu judaismu. V pozdějším období se původně jednotná kolínská rodina rozdělila na větve pražskou a ústeckou, které si vzájemně konkurovaly. Další větev rodu byla činná v Rakousku a USA.

### Hlavy rodiny
Prvním historicky doloženým pater familias byl Samuel (Šlojme) ben Josef Halevi (1746–1822), začínal jako chudý hauzírník, tj. podomní prodejce žijící v Pečkách, který v době reforem císaře Josefa II. začal používat příjmení Petschek. Po jeho smrti následoval coby patrilineární hlava rodiny vždy prvorozený syn, tzn.:
Israel ben Samuel Halevi Petschek (1789–1852)
- Moses (Moše) ben Israel Halevi Petschek (1822–1888)
  - Isidor Petschek (1854–1919)
    - Otto Petschek (1882–1934)
      - Viktor Petschek (1914–2008)

Příjmení Halevi označuje potomky z kmene Levitů a je dědičné v mužské linii. Podle Mojžíšových zákonů prvorozenství měl prvorozený syn (hebr. pidjon ha-ben) nárok na dvojnásobný podíl z otcova dědictví, jakož i na zvláštní privilegia vůči svým bratrům, ale současně povinnost vůči celé rodině. K tomu patřilo především zachování jednoty rodiny a péče o ovdovělou matku a nezletilé děti.

## Kolínští Petschkové

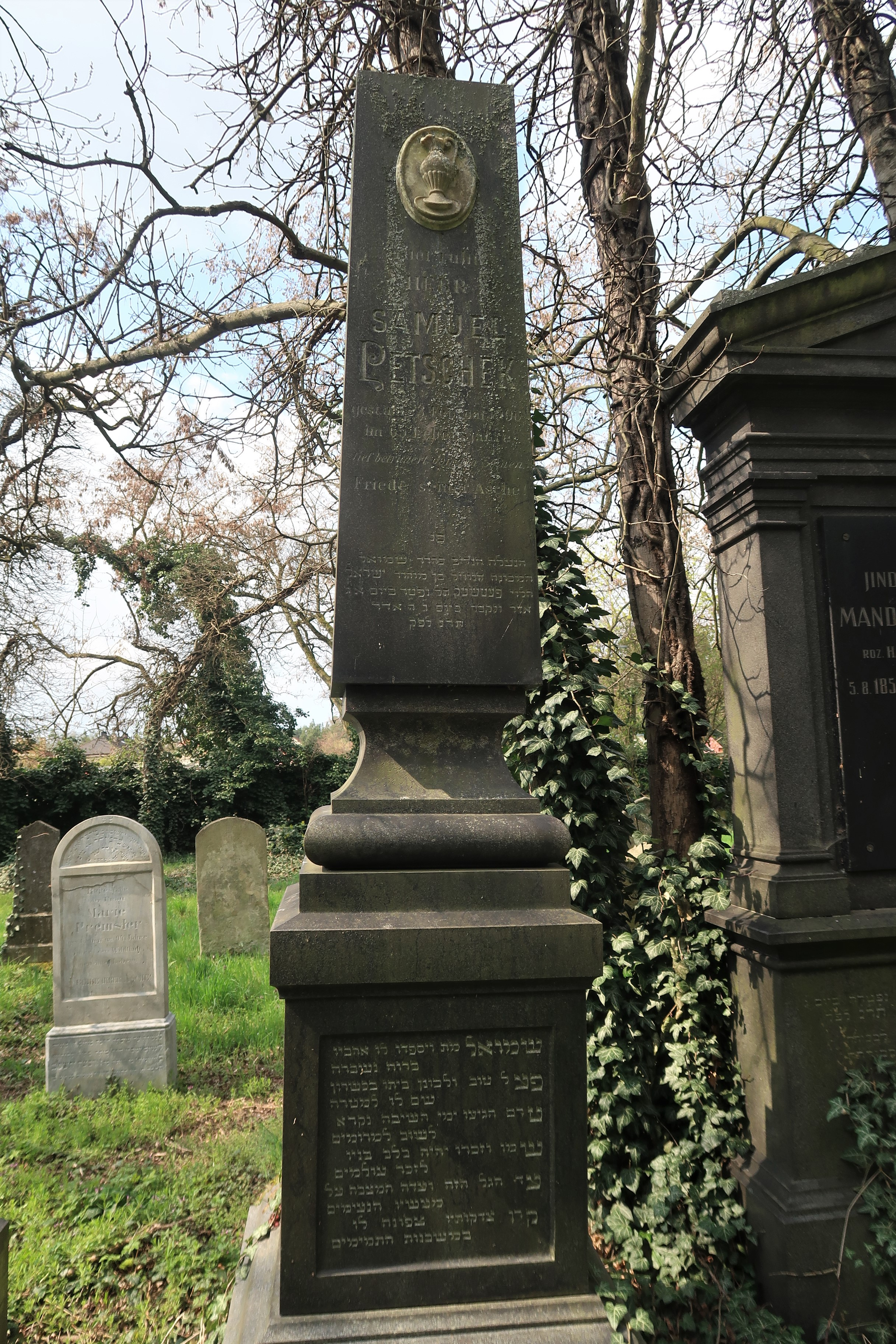
Hrobka Samuela Petschka (1825–1891) na novém židovském hřbitově v Kolíně

Po smrti Samuela Petschka 21. září 1789 se hlavou rodiny stal v Pečkách narozený syn Israel. Ten byl ženatý s Alinou Raudnitzovou (1795-1865) a z jejich manželství se narodilo deset dětí:
- Jakob (1817–1822)
- Salomon (1819, úmrtí dítěte po 6 týdnech)
- Josef (1820–1835)
- Moses (1822–1888)
- Samuel (1825–1890)
- Amalia (1828–1835)
- Lucia, zvaná Leny (1831–1905)
- Abraham, zvaný Adolf (1834–1905)
- Anna (1836–1917)
- Emanuel (1839, zemřel v 5 měsících)

V září nebo říjnu 1822 se z Peček rodina přestěhovala do Kolína a potomci těchto Petschků již narození v Kolíně se nazývají kolínští Petschkové (něm. Koliner Petschek).  Stejně jako jeho otec si i Israel Petschek vydělával na živobytí rodiny jako podomní obchodník především s textilním zbožím. Zemřel 23. srpna 1852 v Kolíně. Jeho synové položili ekonomický základ svého rodu.  

### Moses Petschek
Po předčasné smrti tří starších bratrů přešlo právo prvorozenství (hebr. bechor) na Mosese Petschka. Ten jako první z rodiny dosáhl velkého jmění rodiny a je považován za skutečného zakladatele podnikatelské dynastie. Začínal jako lichvář a spekulant s pozemky a rozpoznal rostoucí potenciál hnědého uhlí jako paliva budoucnosti, proto nakoupil podíly v těžařských společnostech a nově založených bankách. V roce 1876 však byl pro lichvu vypovězen z Kolína a následně se s rodinou usadil v Praze. Jeho synové a vnuci později získali četné firemní podíly v bankách a v uhelném, papírenském, sklářském a chemickém průmyslu.
Taktéž bratři Mosese Petschka, Abraham a Samuel, nebyli o nic méně podnikaví a nejpozději v polovině 60. let 19. století se jim také podařilo prosadit se v řadách vyšší buržoazie.

### Abraham (Adolf) Petschek
Abraham Petschek, zvaný Adolf, je považován za zakladatele vídeňské rodové linie. Jako obchodník s cennými papíry a bankéř vydělal značné jmění, avšak v roce 1873 musel vyhlásit bankrot, což vyvolalo krach na vídeňské burze. Dva z jeho synů byli první Petschkové, kteří emigrovali do Severní Ameriky a v New Yorku úspěšně založili první rodinné firmy v USA.  

### Samuel Petschek
Samuel ben Israel Petschek (20. června 1825, Kolín - 23. února 1890 tamtéž) pokračoval v otcově textilním podnikání a v rodném městě otevřel velký obchod s galanterním a střižným zbožím.  Byl ženatý s Josefinou Führtovou (1835–1891), která pocházela ze dvou zámožných podnikatelských rodin. Z jejich manželství se narodily tři děti:
- Richard Petschek (1863–1933)
- Regina Petschek (1865–1901)
- Georg Petschek (1872–1947)

Po smrti Samuela ben Israela Petschka opustili Kolín také jeho potomci. Jeho syn Richard byl spoluzakladatelem a od roku 1912 prezidentem tajné lóže B'nai B'rith ve Vídni.  Kolem roku 1893 založil ve Vídni spolu se svým švagrem Bernhardem Wolfem (1862–1912) obchodní společnost Hadelhaus Wolf & Petschek s pobočkami v rakouské přímořské oblasti i v zámoří, mimo jiné též v Surabaji a Semarangu. Společnost se zabývala hlavně obchodem s potravinami, tabákem, kůžemi, panamskými klobouky a mimo Evropu získala jakýsi obchodní monopol na rakouské bezpečnostní zápalky.   Poslední zmínku o existenci a jeho obchodní činnosti lze nalézt v roce 1927. 

## Pražští Petschkové
Po smrti Mosese Petschka se hlavou rodiny stal jeho prvorozený syn Isidor, který měl formálně i fakticky největší rozhodovací pravomoc nad členy rodiny. Za jeho patriarchátu se rodina obrátila k liberálnímu judaismu a rozdělila se na dvě linie. Isidor Petschek spolu s bratrem Juliem založil pražskou linii rodu zvanou pražští Petschkové (Prager Petschek), zatímco bratr Ignaz se vydal vlastní cestou a založil ústeckou linii Aussiger Petschek. Obě větve rodu si navzájem konkurovaly, ale jako celek přivedly své podniky a bohatství celé rodiny k absolutnímu vrcholu.
Od roku 1913 byli Petschkovi v médiích přezdíváni „rakouští Rockefellerové“.  Později byli díky svému velkému vlivu a bohatství v Československu nazýváni také „českými Rothschildy“.   Během první světové války obě rodové větve své obchodní a podnikové impérium ještě značně rozšířily a až do roku 1918 patřily mezi nejvýznamnější finanční a průmyslové dynastie celé monarchie. 
Podle Washingtonské deklarace získali v roce 1918 pražští i ústečtí Petschkové československé občanství, ale prostřednictvím rodinných a obchodních vazeb zůstali úzce spojeni s Rakouskem a Německem. Petschkovi mluvili pražskou němčinou a zachovali německý pravopis svého příjmení i v průběhu čechoslovakizace místních a osobních jmen.  Navíc při sčítáních lidu v Československu se všichni členové rodiny hlásili k německé národnosti.
Pražská větev rodiny měla obchodní podíly zejména v papírenském, sklářském a chemickém průmyslu. Nejvýraznější rozdíl mezi pražskou a ústeckou rodiny představovaly bankovní transakce, což bylo odvětví ekonomiky, ve kterém ústečtí Petschkové nebyli téměř aktivní. Pražští Petschkové naproti tomu vlastnili enormní množství akcií v bankách Bankhaus Petschek & Co. v Praze, Česká eskomptní banka, Česká banka Union, Anglo-rakouská banka, Anglo-International Bank, Anglo-československá banka, rakouská úvěrová instituce Creditanstalt pro obchod a průmysl a také několik bank v Německu, Nizozemsku, Španělsku, Anglii a USA. Kromě Isidora a Julia Petschkových patřili k pražské části rodiny Petschků také:
- Otto Petschek (1882–1934), syn Isidora Petschka, hlava rodiny od roku 1919
- Paul Petschek (1886–1946), syn Isidora Petschka
- Friedrich Petschek (1890–1940), syn Isidora Petschka
- Hans Petschek (1895–1968), syn Isidora Petschka
- Walter Petschek (1899–1998), jediný syn Julia Petschka

Všichni pražští Petschkové studovali na německojazyčné části Univerzity Karlovy v Praze, kde získali doktorský titul. Čtyři synové Isidora Petschka sloužili jako důstojníci v c.k. rakouské armádě a byli věrnými stoupenci rakousko-uherské monarchie. Na rozpad císařství všichni pražští Petschkové přihlíželi s hořkostí. Friedrich Petschek během první světové války na frontě utrpěl nervové zhroucení a vrátil se do Prahy se syndromem známým jako válečné trauma. To u něho zanechalo trvalé poškození (změny chování, třes, psaní jména do vzduchu atd.). Po válce se do obchodních aktivit rodiny zapojoval jen omezeně, ale jeho podíl zůstal nezměněn.  

## Ústečtí Petschkové

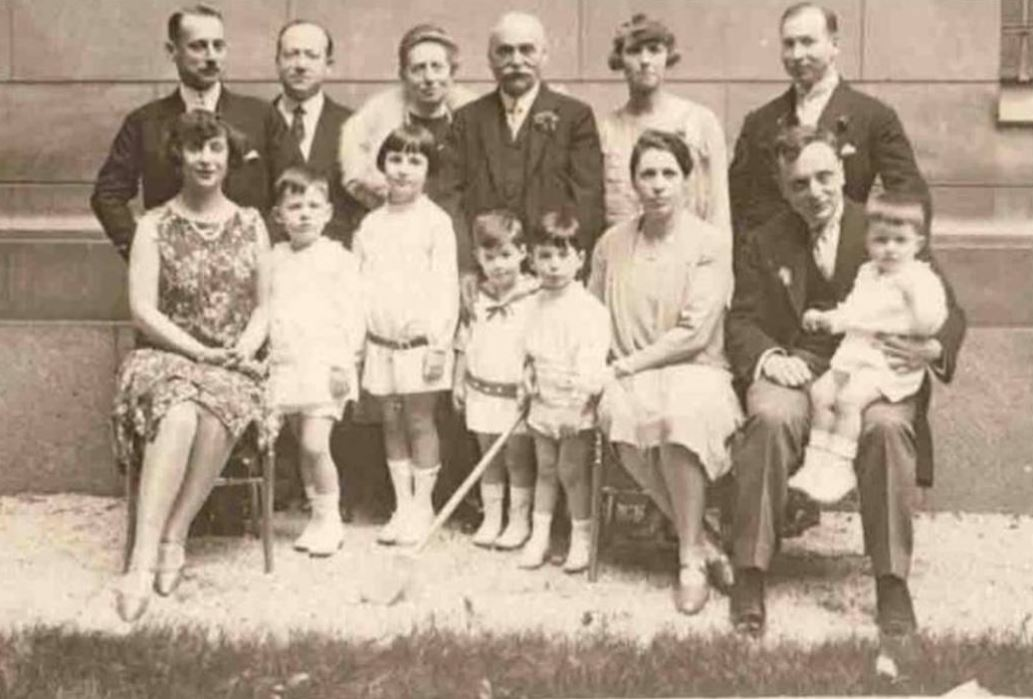
Ústečtí Petschkové kolem roku 1927

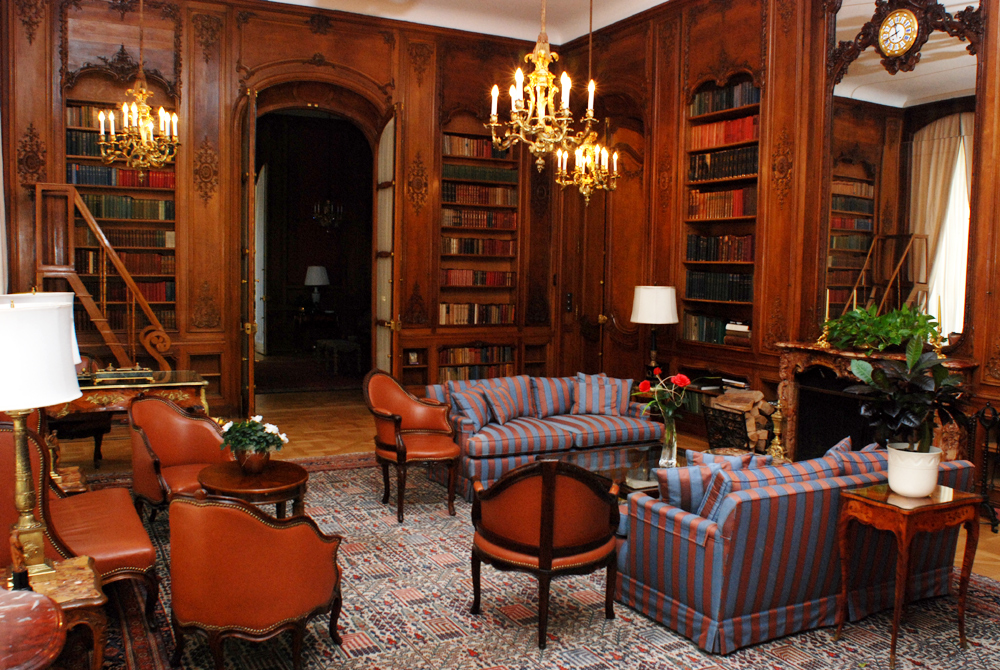
Vila Otto Petschka v Praze slouží jako rezidence velvyslance Spojených států v Praze-Bubenči. Knihovna, architekt Maxmilián Spielmann.

Ignaz Petschek měl oproti ostatním členům rodiny jen nižší vzdělání. Na konci 6. ročníku odešel ze školy a v roce 1880 založil svou první vlastní obchodní společnost s uhlím v Ústí nad Labem. Zpočátku pracoval se svými bratry a údajně byl v rozporu s Isidorem a Juliem Petschkem, protože odmítl vzít do společnosti Otto Petschka, syna Isidora Petschka, budoucí hlavu rodiny. V roce 1913 se Ignazi Petschkovi podařilo velkolepé převzetí Hohenlohe Werke AG v Horním Slezsku, s nímž pronikl do hnědouhelné těžební oblasti v Braniborsku, aniž by se na tom podíleli jeho bratři. 
V důsledku toho pražská část rodiny vyloučila Ignaze ze všech rodinných aktivit. Ještě před vypuknutím první světové války kontrolu nad všemi investicemi, na kterých se podíleli Isidor a Julius Petschkovi v severních Čechách a rakouském Slezsku, získal Otto Petschek. Ignaz Petschek tím přišel o odbyt v severočeské hnědouhelné oblasti a zintenzivnil své obchodní aktivity v Německu. Své obchodní aktivity v německém hornictví však rozšířili i jeho bratři. V mnoha společnostech získali ústečtí a pražští Petschkové většinu akcií nepřátelskými převzetími a navzájem se přitom přepláceli. 
Zásadní zlom přišel v listopadu 1916, když v boji o moc v hnědouhelné oblasti Zeitz-Weißenfels a většinu Werschen-Weißenfelser Braunkohlen AG a Anhaltische Kohlenwerke AG nakonec vyhráli pražští Petschkové. Poté se vztahy staly přímo nepřátelskými. Od té doby mezi sebou ústečtí a pražští Petschkové vedli spory a nezřídka se osobně hádali na veřejnosti i před tuzemskými i zahraničními soudy. Na tomto základě obě části rodiny samostatně rozšiřovaly své ekonomické aktivity po celé Evropě a v meziválečném období společně ovládaly 50 procent evropské produkce uhlí. Na východ od Labe se jejich podíl pohyboval mezi 66 a 70 procenty.    
Kromě Ignaze Petschka, byli součástí ústecké linie Petschků také jeho čtyři synové:
- Ernst Petschek (1887–1956), žil v Berlíně
- Karl Petschek (1890–1960), žil v Berlíně
- Franz Petschek (1894–1963), žil v Ústí
- Wilhelm Petschek (1896–1980), žil ve Vídni a Berlíně

Na začátku 20. let 20. století se Ignaz Petschek a jeho synové přestěhovali do Německa, kde měli těžiště svých obchodních aktivit. Teprve v pokročilém stáří se Ignaz vrátil zpět do Ústí nad Labem. Ústečtí Petschkové rádi veřejně dávali najevo své bohatství a společenské postavení.  Své osmdesátiny Ignaz Petschek oslavil jako „Fugger současnosti“.  Palácové vily Ignaze a Franze Petschkových v Ústí stále patří k nejpompéznějším budovám ve městě. Ignaz Petschek byl podle novinových zpráv nejbohatším člověkem první Československé republiky.  Jeho pražští příbuzní byli k takovým veřejným prohlášením vždy diskrétní. O jejich neuvěřitelném bohatství však svědčí i 13 pražských vil a několik vil v severních Čechách. Největší a nejluxusnější je vila Otto Petschka. 